# Sipptjärnen
Sipptjärnen är en sjö i Härnösands kommun i Ångermanland och ingår i Ångermanälven-Gådeåns kustområde. Sjöns area är 0,063 kvadratkilometer och den befinner sig 123,6 meter över havet.